# Дарахів

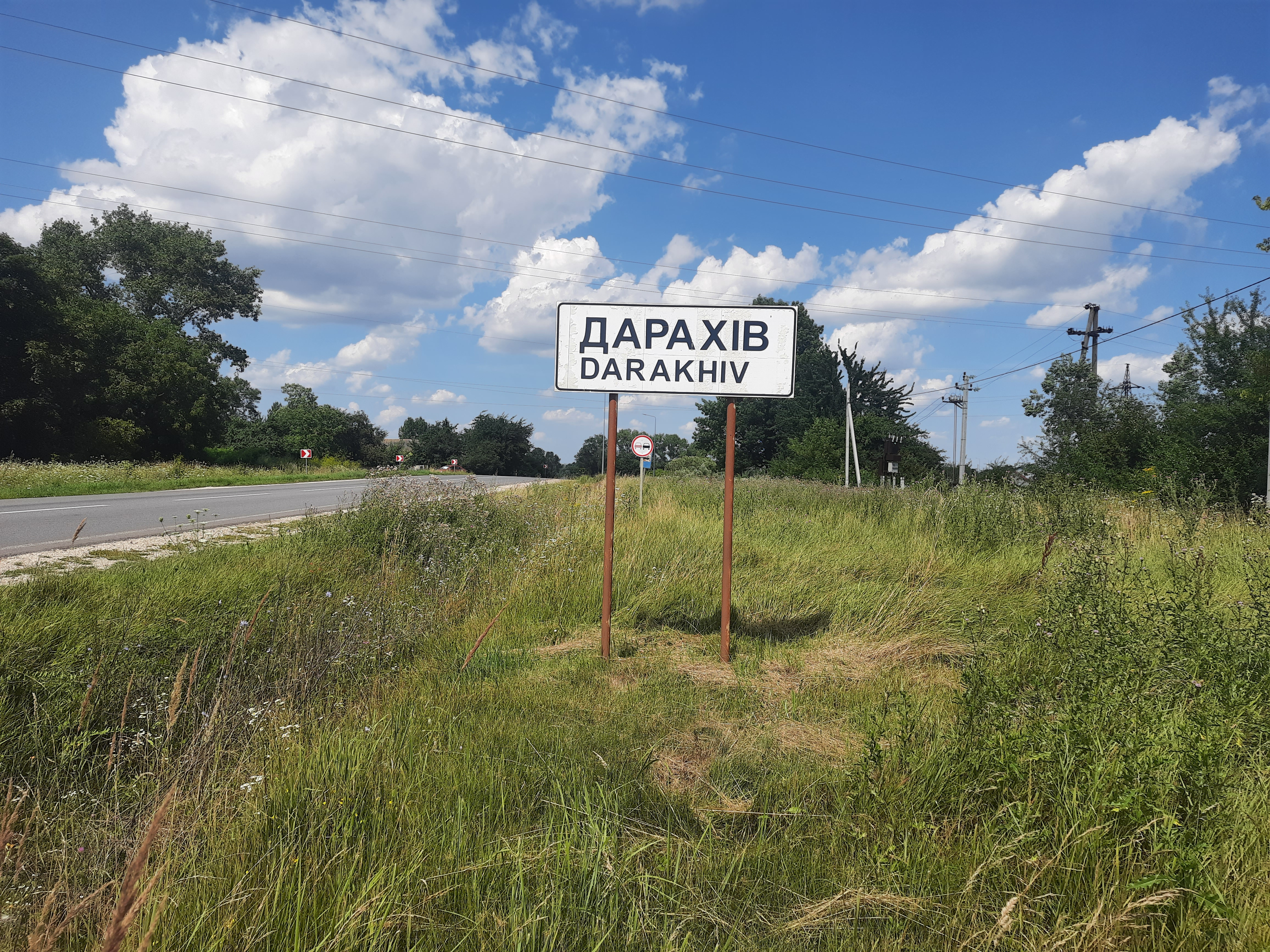
Дорожній знак при в'їзді в село

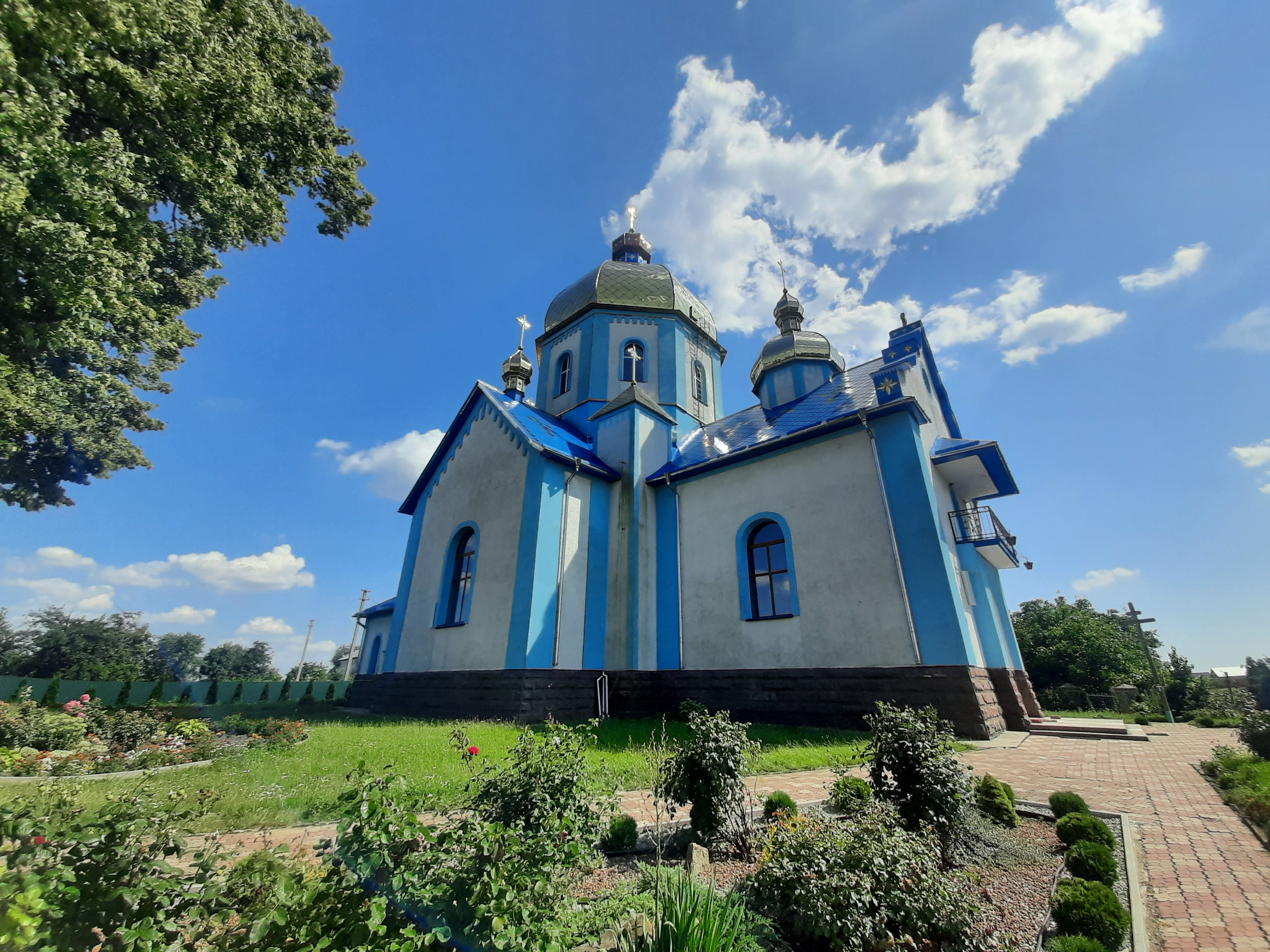
Церква Успіння Пресвятої Богородиці ПЦУ

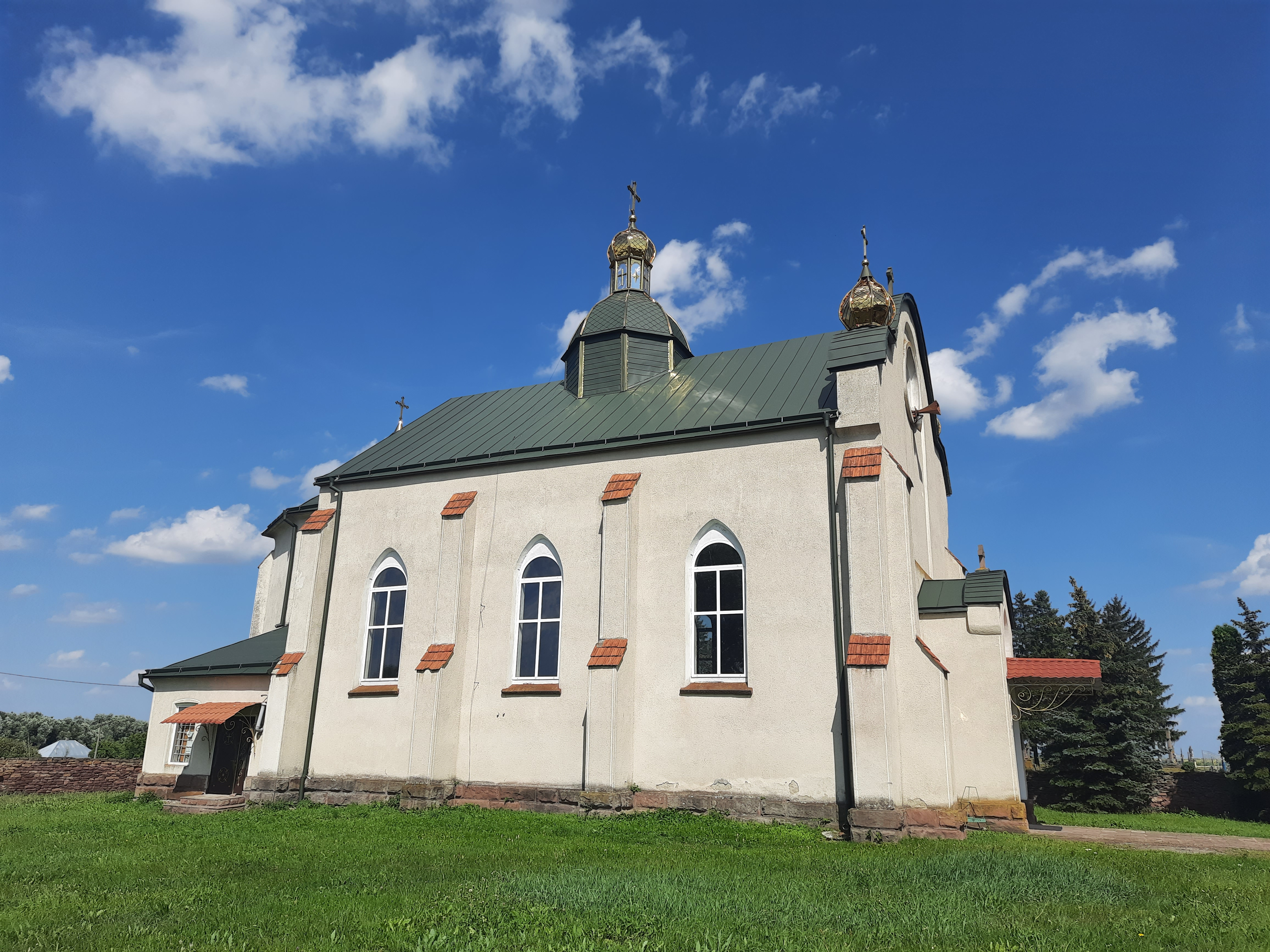
Костел Святого Йоана Хрестителя

Да́рахів — село в Україні, у Микулинецькій селищній громаді Тернопільського району Тернопільської області. Село розташоване на перетині автошляхів Дружба—Бучач і Теребовля—Підгайці. Адміністративний центр колишньої Дарахівської сільської ради, якій були підпорядковані села Кам'янка і Тютьків (до 2020 року)
Із облікових даних виключений хутір Новий Тичин через переселення жителів.
Населення — 1500 осіб (2019).

## Географія
Через село тече річка Брусинець (пол. Darachowski potok), права притока Серету.

## Історія

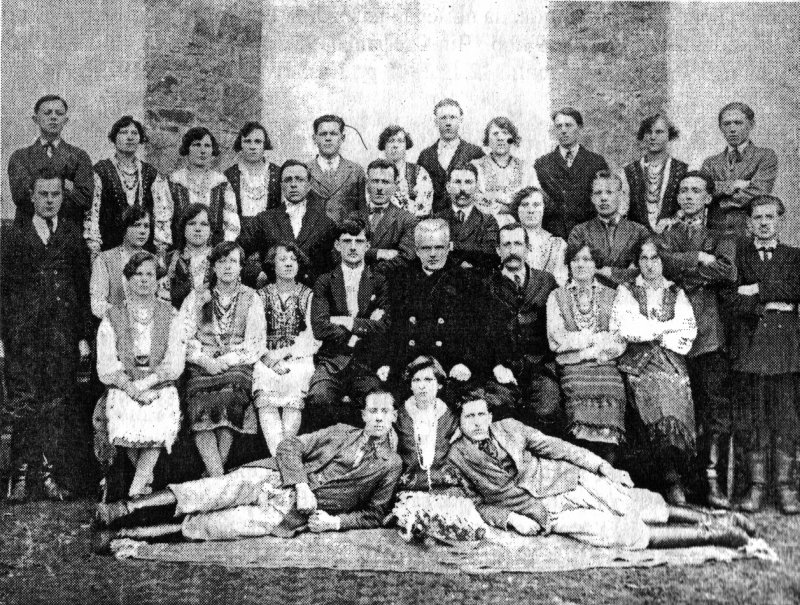
Церковний хор села Дарахів. 1936 рік

Перша писемна згадка — 1554, згідно з даними Я. Байгера.
Село часто потерпало від набігів турків і татар, а також гноблення польських поміщиків.

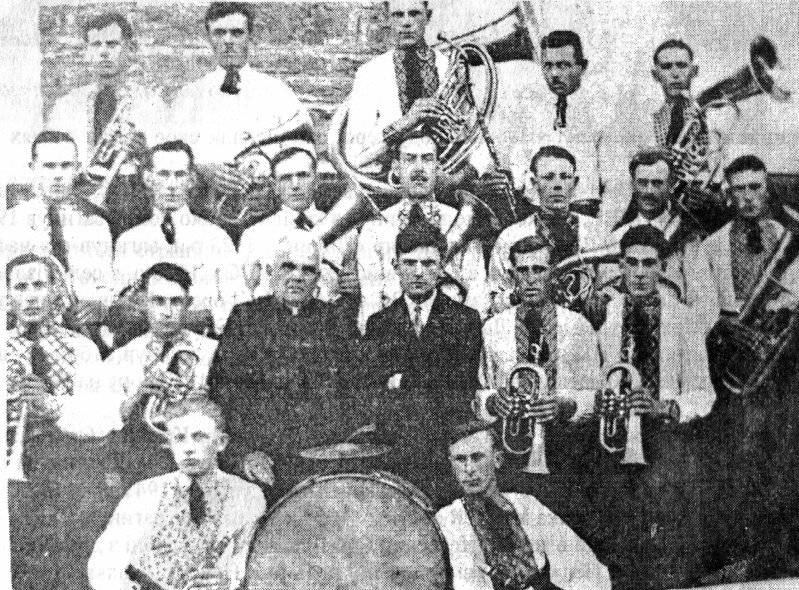
Духовий оркестр. 1930-ті роки

1880 р. в селі проживало 1965 осіб; діяла двокласна школа. 
У 1906 р. відбувся страйк селян під проводом Івана Шепертицького, який придушило військо.
У 1917 р. російські війська, відступаючи, пограбували село, забрали навіть церковні дзвони, котрі стараннями пароха Барановського в 1923 році викупили і повернули в село.
В Леґіоні УСС воювали сільські добровольці, зокрема Лев Камінський (1895, за ін. даними 1885).
Діяли товариства «Просвіта», «Сокіл», «Відродження» та інші українські товариства.
26 вересня 1930 відбулася пацифікація над місцевими жителями. Зокрема, місцевий поляк кинув гранату в групу беззбройних українців, які молились на цвинтарі, в результаті чого постраждало 12 осіб.
1 серпня 1934 року внаслідок адміністративної реформи село включено до новоствореної у Теребовлянському повіті об'єднаної сільської гміни Дарахів.
Від 5 липня 1941 до 24 березня 1944 Дарахів — під німецько-нацистською окупацією.
19 жовтня 2015 р. на фасаді Дарахівської загальноосвітньої школи І-ІІІ ступенів (вулиця Сонячна, 49), де навчався Володимир Питак, йому встановлено пам’ятну дошку, а в приміщенні школи облаштували куток пам’яті, де зберігаються його особисті речі.
12 червня 2020 року, відповідно до розпорядження Кабінету Міністрів України № 724-р «Про визначення адміністративних центрів та затвердження територій територіальних громад Тернопільської області» увійшло до складу  Микулинецької селищної громади.
19 липня 2020 року, в результаті адміністративно-територіальної реформи та ліквідації Теребовлянського району, село увійшло до складу Тернопільського району.

## Політика

### Парламентські вибори, 2019
На позачергових парламентських виборах 2019 року у селі функціонувала окрема виборча дільниця № 610826, розташована у приміщенні будинку культури.
Результати
- зареєстровано 1479 виборців, явка 50,91%, найбільше голосів віддано за «Слугу народу» — 28,98%, за «Європейську Солідарність» — 14,42%, за Радикальну партію Олега Ляшка — 13,48%.[10] В одномандатному окрузі найбільше голосів отримав Микола Люшняк (самовисування) — 59,14%, за Ігоря Сопеля (Слуга народу) — 12,37%, за Олега Вітвіцького (Голос) — 6,99%[11].

## Населення

### Мова
Розподіл населення за рідною мовою за даними перепису 2001 року:
| Мова       | Кількість | Відсоток |
| ---------- | --------- | -------- |
| українська | 2114      | 99.82%   |
| російська  | 2         | 0.09%    |
| білоруська | 2         | 0.09%    |
| Усього     | 2118      | 100%     |

## Мікротопоніми
Назви піль Дарахова:
- Сондушна,
- Шумна[13].

## Поширені прізвища
Білинський, Гумницький, Демида, Дзілай, Добровольський, Манорек, Якубовський, Ярославський, Курочка, Кравець, Бойко, Курило, Подольський.
До переселення жителів із Тичина на хуторі були поширені такі прізвища: Брунер, Геттер. Жабський, Клинек, Кніппер, Крумгольц, Кундерман, Фідлер.

## Пам'ятки
Є церква Успіння Пресвятої Богородиці (1926; мурована), костел святого Йоана Хрестителя (1903), дві «фігури» Матері Божої.
Споруджено пам'ятник воїнам-односельцям, полеглим у німецько-радянській війні (1975: братська могила з пірамідальним обеліском і надмогильними плитами), встановлено кам'яні хрести на честь загиблих за волю України та на могилі вояків УПА — братів Прусаків, насипано 2 могили радянським воїнам.
На Дарахівському кладовищі є могила лейтенанта Будура Шахабудоїмова (Загинув у 1944 р.). На могилі — обеліск пірамідальний.
Пам'ятний знак на честь скасування панщини
Пам'ятка історії місцевого значення. Розташований в центрі села.
Робота самодіяльних майстрів, виготовлена із каменю (встановлений 1848 р., відновлений 1990 р.).
Скульптура — 1,5 м, постамент — 1,2х0,8х0,8 м, площа — 0,0004 га.

## Соціальна сфера
Діють загальноосвітня школа І-ІІІ ступенів, Будинок культури, бібліотека, ФАП, відділення зв'язку..

## Відомі люди

### Народилися
- Станіслав Марцинов[pl] (1901–1980) — польський скульптор, викладач університету[16].
- Пухальський Іларіон Юрійович (1929–1991) — український бандурист, заслужений працівник культури України, керівник Струсівської капели бандуристів.
- Наконечний Роман Михайлович (1949) — український трубач, педагог, заслужений артист України.
- Цибульська Надія Андріївна (1951) — українська акторка.
- Запорожець Віктор Васильович[d] (1960) — український лікар-хірург, громадський діяч.
- Юрків Андрій Миколайович (1980–2023) — український військовослужбовець, старший солдат 80 ОДШБр Збройних сил України, учасник російсько-української війни.
- Тихоліз Юрій Павлович (1990–2022) — український військовослужбовець, старший солдат Збройних сил України, учасник російсько-української війни.
- Костів Роман Миколайович (16.12.1941-22.08.2021) -  український інженер, генеральний директор Чернівецького заводу "Кварц".
- Богдан та Іван Кравчуки — українські співаки (тенори), самодіяльні композитори, педагоги;
- Василь Курило — український педагог, заслужений вчитель України;
- Іван Чупашко (нар. 1948) — український хоровий диригент, педагог;
- Марія Юрків — член ОУН та політв'язень сталінських таборів[17], громадська діячка. Народилася 3 липня 1926 року. Авторка «Звернення ОУН до українських вчителів»,[18] яке було розцінене радянською судовою системою як зрада батьківщини і за яке перебула 10 років в ув'язненні. Одна із засновників Братства ОУН-УПА, Спілки політв'язнів та репресованих. Зі здобуттям Україною незалежності вже старенька на той час жінка виступала на мітингах, у школах, їздила на перепоховання повстанців.

### Проживали
- Володимир Питак (1979—2015) — військовик, солдат 128-ї гірсько-піхотної бригади (Мукачеве)[19].